# Formes úniques de continuïtat en l'espai
Formes úniques de continuïtat en l'espai és una famosa escultura futurista realitzada el 1913 per l'escultor italià Umberto Boccioni. La versió original es troba feta en guix, amb foses en bronze pòstumes, en alguns museus del món. Mesura 111,2 cm d'alçada per 88,5 cm de llarg i 40 cm d'amplada. L'original i una fosa en bronze es troba a Sao Paulo, al Museu d'Art Contemporani de la Universitat de São Paulo (MAC-USP). La resta d'altres quatre foses en bronze es troben disperses en museus de Nova York, Londres i Los Angeles.

## Història
El guix original executat el 1913 va ser adquirit per Ciccillo Matarazzo el 1952, juntament amb el guix original d'una altra cèlebre escultura de Boccioni, Desenvolupament d'una ampolla en l'espai. Totes dues escultures van ser donades per Ciccillo al Museu de Sao Paulo el 1963. Quatre exemplars van ser fosos en bronze, del guix original, després de la mort de l'artista. Un d'aquests és al MOMA (1931), un altre al Museu Metropolità d'Art (1942), tots dos a Nova York. El tercer va ser fos el 1960, i també pertany a les col·leccions del MAC-USP. El quart i va ser fos pel MAC-USP, a petició de la Tate Gallery, i van negociar a canvi una escultura de Henry Moore, que es troba a Londres des de 1972. Altres versions es van fondre el 1972, però no del guix original, sinó de la versió de l'any 1942 del Metropolitan. Una se'n troba al Museu d'Art Contemporani de Los Angeles i una altra al Museu del Novecento a Milà. Aquesta escultura es troba reproduïda en una de les cares de la moneda de vint cèntims d'euro italiana.
La peça en guix es converteix en una de les poques peces originals de l'artista que es van salvar de la destrucció que va succeir en una exposició pòstuma, realitzada a Itàlia. Les circumstàncies de la destrucció de les altres peces romanen sense esclarir.

## Anàlisi
Amb aquesta escultura, Boccioni va intentar anar més enllà de la impressió de moviment, explorar la noció de velocitat i força en l'escultura, pretenent assignar valors lluminosos a la superfície. L'escultura excedeix els límits corporis de l'ésser humà, i s'assembla a una bandera onejant al vent. Sembla que el cos que es representa serpenteja, lluitant contra una força invisible. Encara que el resultat (físic) és un retrat en tres dimensions, el cos en moviment introdueix una quarta dimensió, «el temps». En la seva «lluita» contra aquesta força invisible, el cos en moviment, va deixant trossos de si mateix.